# Nachal Amik
Nachal Amik (hebrejsky: נחל עמיק, arabsky: Vádí al-Ghanuk) je vádí v severním Izraeli, v pohoří Karmel.
Začíná v nadmořské výšce okolo 250 metrů nad mořem, v západní části města Haifa, na zalesněných svazích lemovaných haifskými čtvrtěmi Kababir a Karmel Ma'aravi. Odtud vádí směřuje k severozápadu zalesněnou krajinou a prudce klesá k pobřeží Středozemního moře. Zde prochází haifskou čtvrtí Neve David, podchází těleso dálnice číslo 4 a ústí do moře. Horní tok vádí je využíván k rekreačním a turistickým účelům.